# Coptosapelta diffusa
Coptosapelta diffusa là một loài thực vật có hoa trong họ Thiến thảo. Loài này được (Champ.) Steenis mô tả khoa học đầu tiên năm 1969.